# Titularbistum Mammilla
Mammilla ist ein Titularbistum der römisch-katholischen Kirche. 
Es ging zurück auf einen Bischofssitz in der gleichnamigen antiken Stadt, die in der Spätantike in der römischen Provinz Mauretania Sitifensis (heute nördliches Algerien) lag. Spätestens im Zuge der islamischen Expansion ging der Bischofssitz unter.
| Titularbischöfe von Mammilla |                     |                                     |              |                |
| Nr.                          | Name                | Amt                                 | von          | bis            |
| 1                            | Stephen Naidoo CSsR | Weihbischof in Kapstadt (Südafrika) | 1. Juli 1974 | 2. August 1974 |